# Túmulo do soldado desconhecido
Túmulo do soldado desconhecido é o nome que recebem os patrióticos monumentos erigidos pelas nações para honrar os soldados que morreram em tempo de guerra sem que os seus corpos tenham sido identificados. Por vezes é um túmulo simbólico, ou cenotáfio, evocando todos os habitantes de um país que morreram em determinado conflito sem identidade conhecida, embora alguns contenham os restos mortais de soldados falecidos durante esses acontecimentos.
O primeiro memorial conhecido é o monumento ao Landsoldaten (Soldado de infantaria) (1849), da Primeira guerra de Schleswig, em Frederícia, Dinamarca. Outro antigo memorial deste tipo é o memorial do morto desconhecido da Guerra civil dos Estados Unidos de 1861-1865.
A tradição moderna desta prática foi iniciada no Reino Unido quando, terminada a Primeira Guerra Mundial, foi o primeiro país a enterrar um combatente desconhecido em nome de todos os exércitos do Império britânico, na Abadia de Westminster em 1920, o qual levou outras nações a seguir o exemplo. Um dos túmulos mais famosos é o que está sob o Arco do Triunfo de Paris, que foi instalado em 1921 para honrar os mortos por identificar da Primeira Guerra Mundial.
Estes túmulos são construídos também para comemorar estes caídos anónimos em posteriores guerras. No entanto, apesar de se terem erigido monumentos nos finais do século XX (como no Iraque em 1982), é provável que no futuro não contenham restos mortais, pois mediante análises de ADN já é possível identificar a maioria das vítimas.
Em Portugal, o túmulo do soldado desconhecido está no Mosteiro de Santa Maria da Vitória, na Batalha, e é aí designado por Templo da Pátria.

## Galeria fotográfica

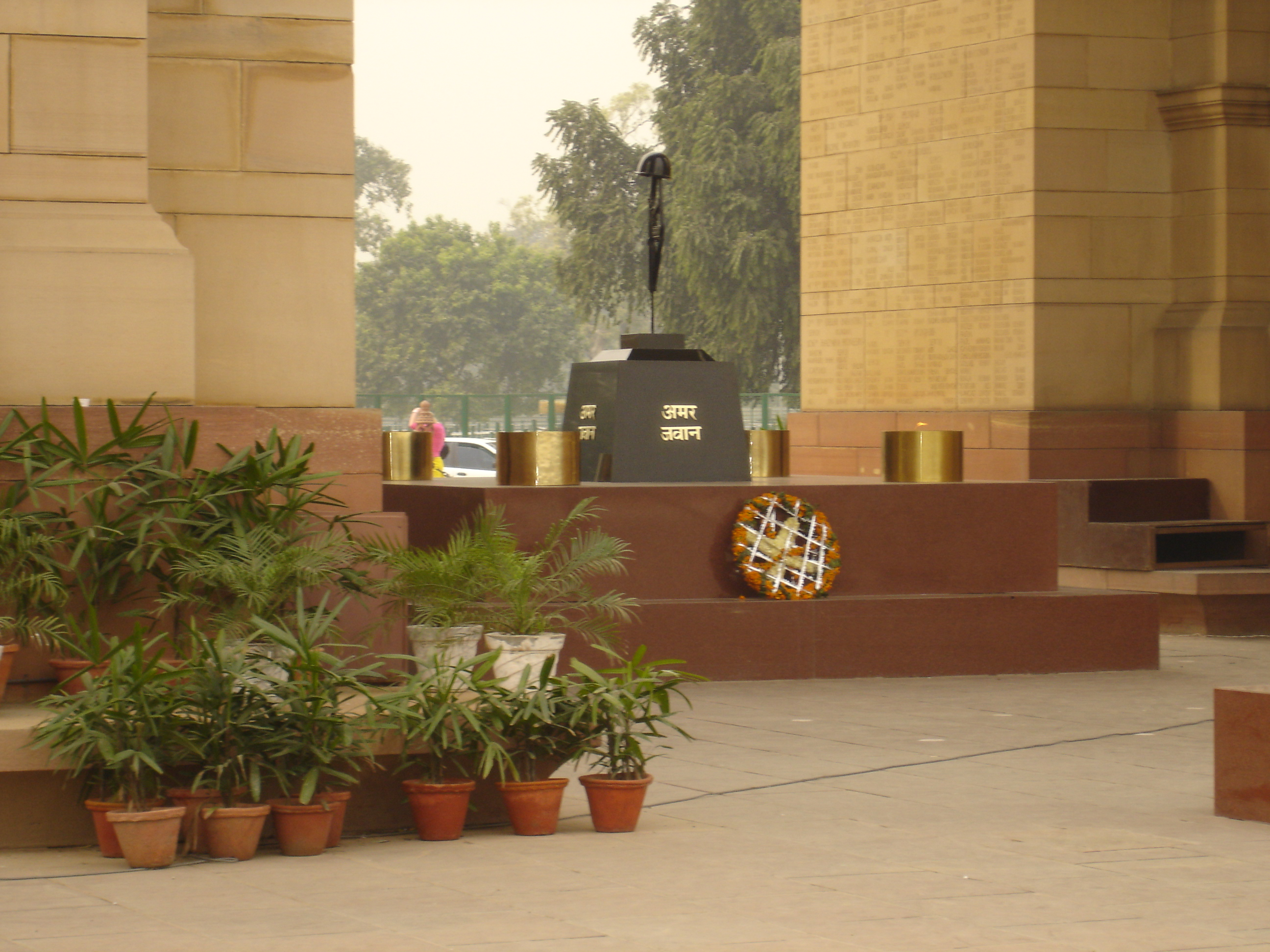
Porta da Índia, em Delhi. A chama do soldado imortal, conhecida como Amar Jawan Jyoti, está acesa permanentemente
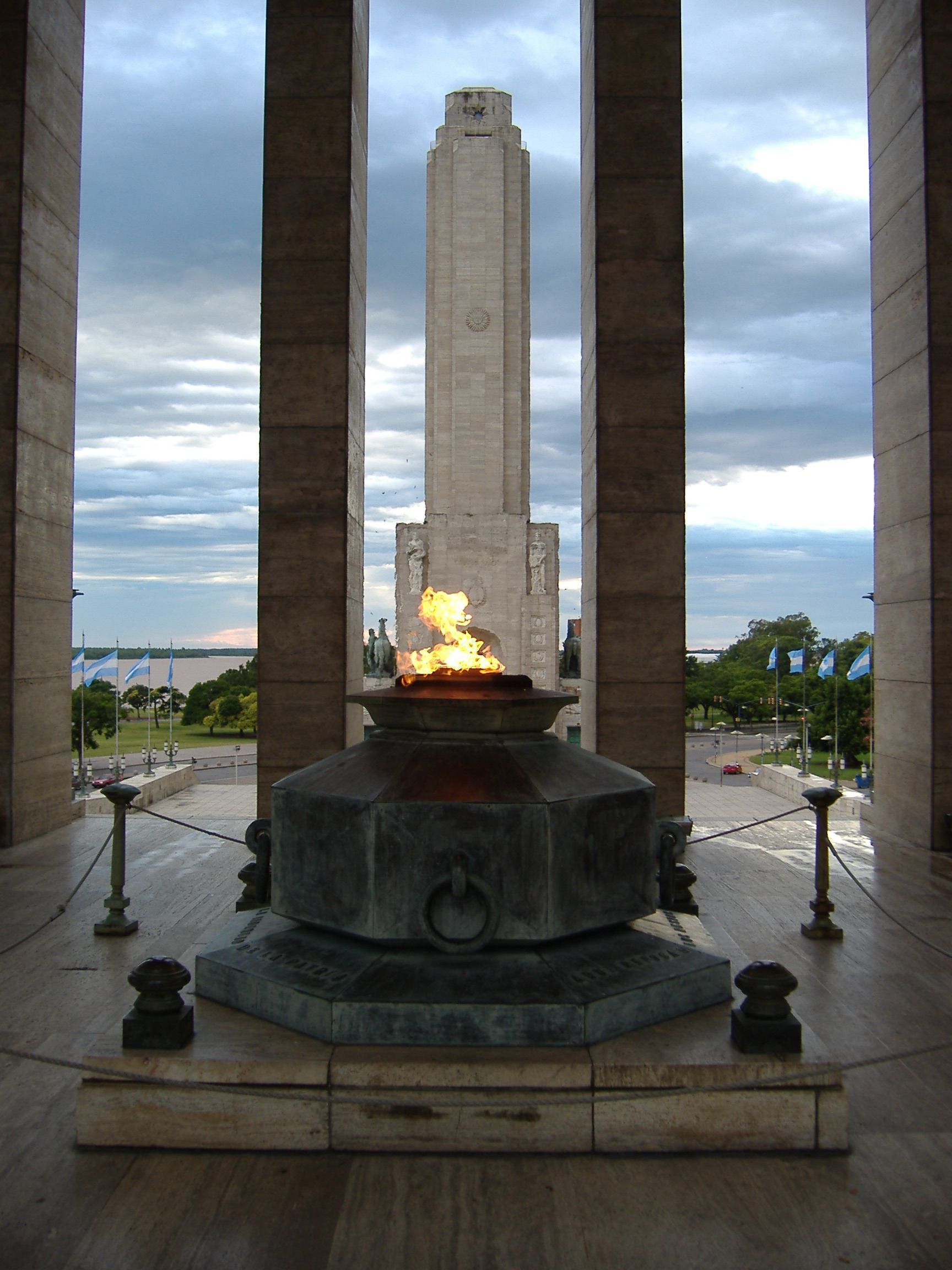
Urna cinerária com restos de combatentes argentinos, do Combate de San Lorenzo
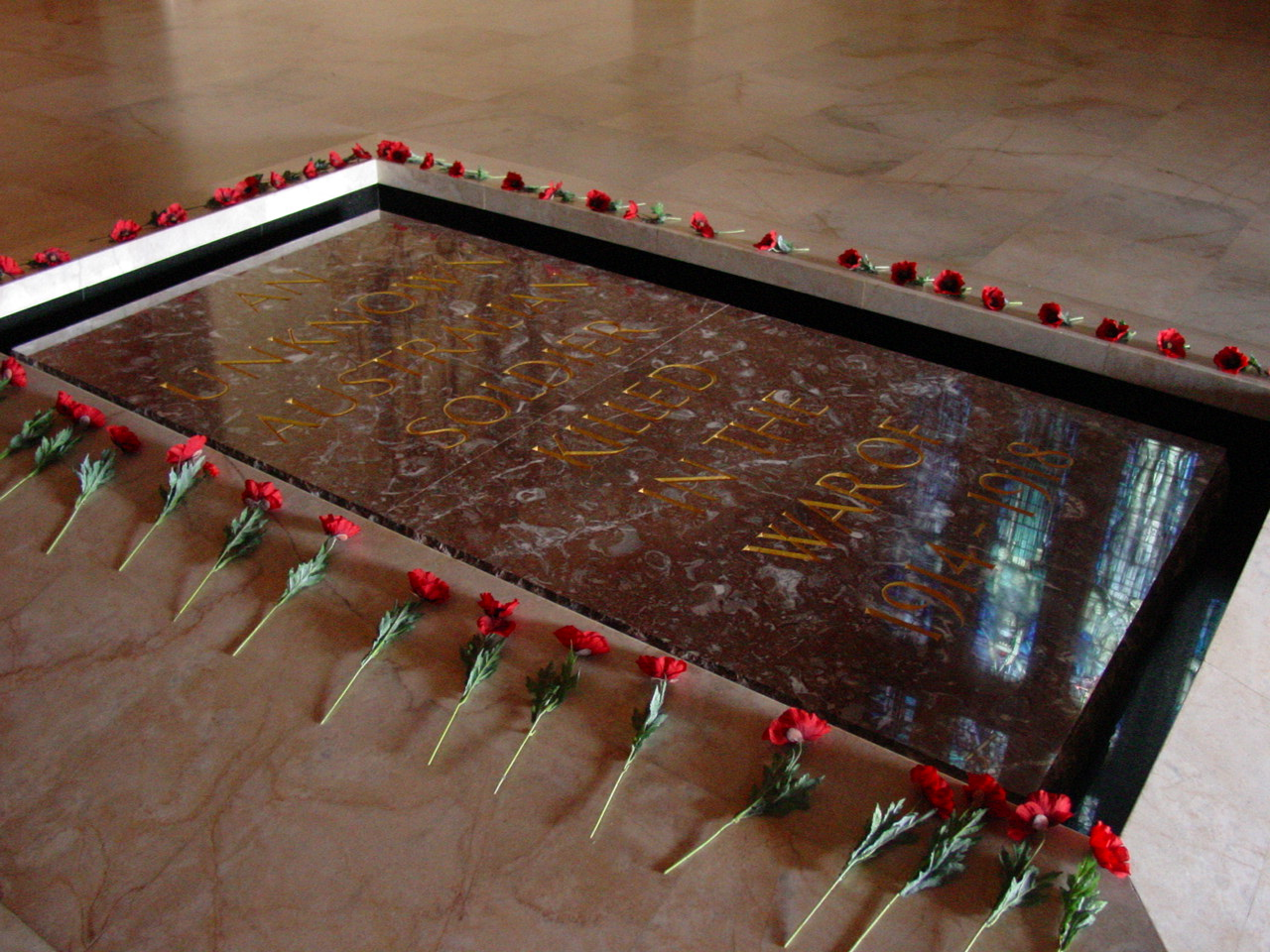
Túmulo do soldado desconhecido no Memorial de guerra australiano, Canberra
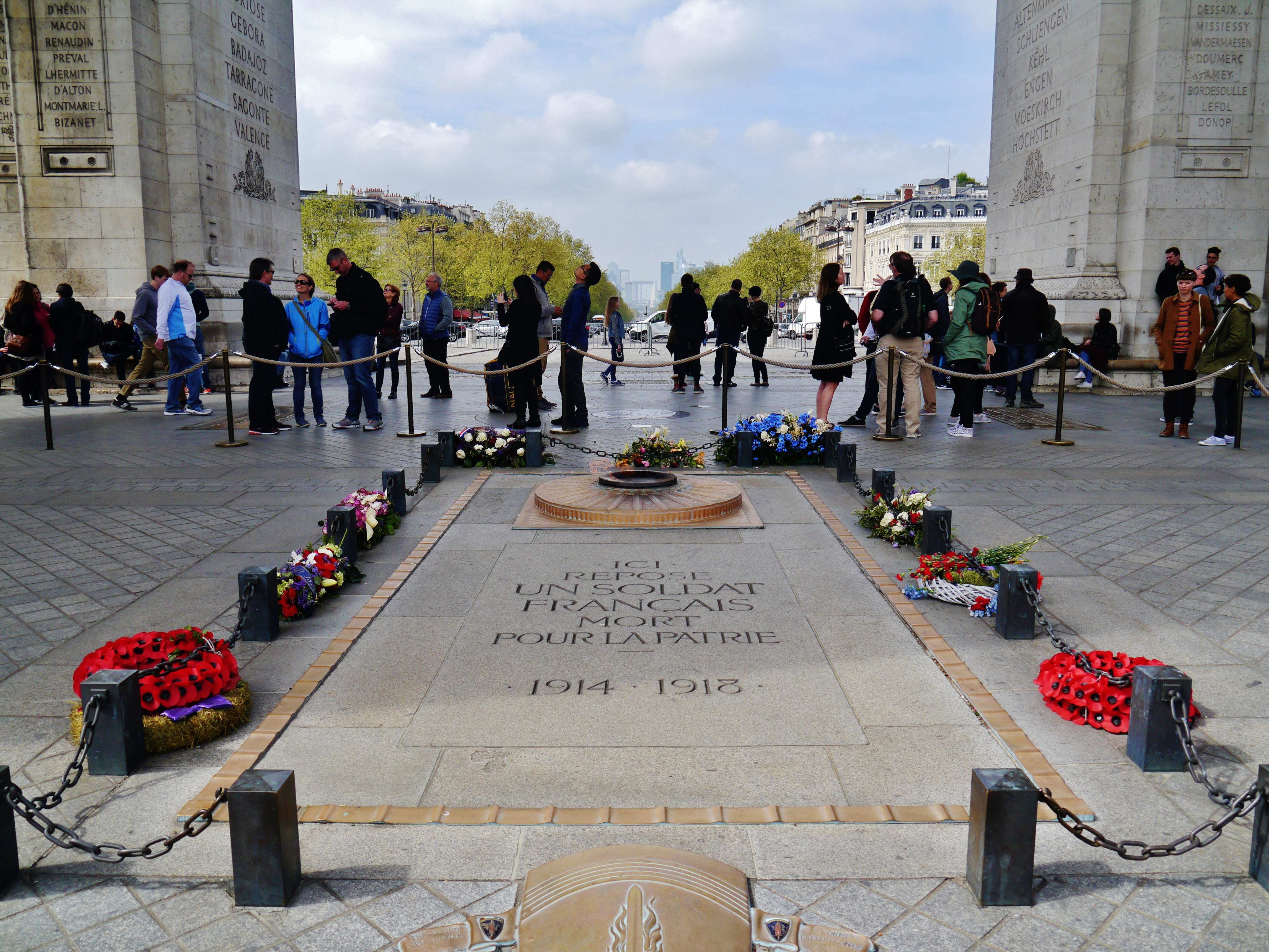
Túmulo do Soldado Desconhecido no Arco do Triunfo, Paris

## Túmulos de soldados desconhecidos
| País           | Nome                                                | Localização                              |
| -------------- | --------------------------------------------------- | ---------------------------------------- |
| Argentina      | Tumba do Soldado Desconhecido da Independência      | Catedral Metropolitana, Buenos Aires     |
| Austrália      | Túmulo do Soldado Desconhecido Australiano          | Memorial de Guerra Australiano, Camberra |
| Áustria        | Túmulo do Soldado Desconhecido                      | Heldenplatz, Viena                       |
| Bélgica        | Coluna do Congresso                                 | Bruxelas                                 |
| Bolívia        | Monumento ao Soldado Desconhecido                   | La Paz                                   |
| Brasil         | Monumento aos Mortos da Segunda Guerra Mundial      | Parque do Flamengo, Rio de Janeiro       |
| Canadá         | Tumba do Soldado Desconhecido                       | Memorial Nacional de Guerra, Ottawa      |
| Estados Unidos | Túmulo do Soldado Desconhecido                      | Cemitério Nacional de Arlington          |
| Estados Unidos | Túmulo do Revolucionário Desconhecido               | Filadélfia                               |
| França         | Túmulo do Soldado Desconhecido                      | Arco do Triunfo, Paris                   |
| Grécia         | Túmulo do Soldado Desconhecido                      | Praça Sintagma, Atenas                   |
| Índia          | Túmulo do Soldado Desconhecido                      | Porta da Índia, Nova Déli                |
| Israel         | Salão Nacional do Memorial para os Caídos de Israel | Monte Herzl, Jerusalém                   |
| Itália         | Monumento Votivo Militar Brasileiro                 | Pistoia                                  |
| Polónia        | Túmulo do Soldado Desconhecido                      | Varsóvia                                 |
| Portugal       | Templo da Pátria                                    | Mosteiro da Batalha, Batalha             |
| Reino Unido    | The Unknown Warrior                                 | Abadia de Westminster, Londres           |
| Rússia         | Túmulo do Soldado Desconhecido                      | Jardim de Alexandre, Moscou              |